# Józef Unrug
Józef Unrug  est un amiral de la flotte polonais, né le 7 octobre 1884 à Brandebourg-sur-la-Havel dans l'Empire allemand et mort le 28 février 1973 à Lailly-en-Val en France.
Il sert dans la marine impériale allemande pendant la Première Guerre mondiale. Après la renaissance de l’État polonais à l'issue de la guerre, il quitte l'Allemagne pour la Pologne et, de 1925 à 1939, commande la nouvelle marine polonaise. Prisonnier de guerre pendant la Seconde Guerre mondiale, il vit ensuite en exil au Maroc puis en France. Sa dépouille est rapatriée en Pologne en 2018 où des funérailles nationales sont organisées.

## Kaiserliche Marine
Józef Michał Hubert Unrug est le fils de Thaddäus Gustav von Unruh, un generalmajor de la garde prussienne, issu de la branche polonaise de la famille Unruh, et d'une comtesse saxonne, Isidora von Bunau. Après avoir terminé ses études secondaires à Dresde, il entre, le 1er avril 1904, à l'école navale (Marineakademie) de Kiel. Le 27 septembre 1907, il est nommé enseigne de vaisseau de deuxième classe (Leutnant zur See) ; ensuite, il effectue son stage sur les navires-écoles Stosch et Mars, avant de suivre le cours d'officier torpilleur et de navigation sous-marine.
Unrug navigue sur les croiseurs München et Niobe et le cuirassé Braunschweig. Le 21 juin 1911, il est transféré à l'Académie navale de Mürwik, où il exerce la fonction d'officier d'inspection et devient aide-de-camp du commandant de l'académie. Le 25 août 1913, il embarque sur le cuirassé Friedrich der Große, tout d'abord en tant qu'officier de quart, puis chef d'une batterie d'artillerie.
En 1915, il est affecté à la flotte sous-marine. Il commande les sous-marins suivants : UB-25, UC-11 et UC-28 avant de devenir commandant de l'école de navigation sous-marine. Il termine le service dans la marine impériale en commandant une flottille des sous-marins. Il est décoré de la croix de fer (de deuxième classe en 1913 et de première classe en 1918).

## Au service de la Pologne
Les clauses des traités de paix de 1919 entraînent l'indépendance de la Pologne ; Józef Unrug revient alors dans son pays et s'engage en 1919 dans la marine polonaise. Nommé lieutenant de vaisseau, il reçoit son affectation au département de la marine à Varsovie. L'année suivante, il devient le premier chef du Bureau hydrographique à Gdańsk. Il achète à Hambourg le bateau à vapeur Deutschland qui devient par la suite l’ORP Pomorzanin, le premier navire de la marine polonaise. L'acquéreur officiel du navire est Józef Unrug, car les Allemands ne voulaient pas le vendre directement au gouvernement polonais. Dans les années 1920-1922, il exerce la fonction du chef d'état-major de la défense côtière. En 1922, il est fait chef d'état-major de la marine polonaise. Le 21 décembre 1932, le président de la République de Pologne Ignacy Mościcki le promeut contre-amiral.

## Seconde Guerre mondiale

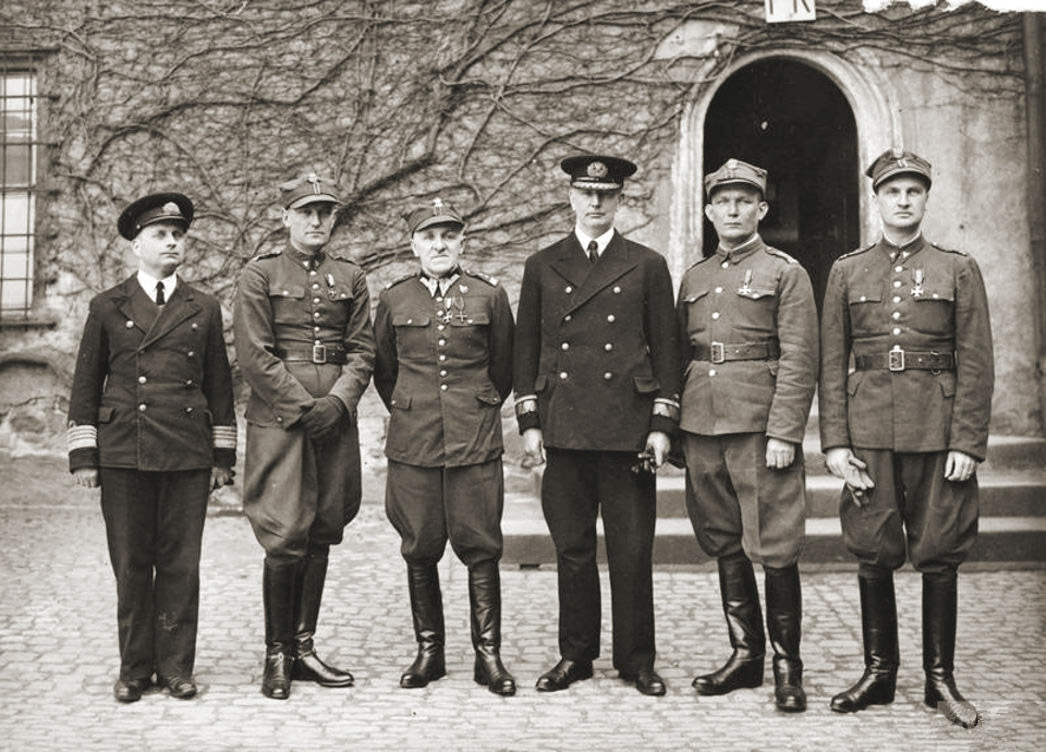
Józef Unrug à l'Oflag IV C de Colditz (troisième à partir de la droite).

Le conflit approchant, le 21 août 1939, Józef Unrug transfère les unités de commandement de la marine sur la presqu’île de Hel.

### Campagne de Pologne
Pendant l'invasion de la Pologne, Unrug met en œuvre les plans Pékin et Worek : la fuite des trois principaux navires de la flotte, des destroyers, vers le Royaume-Uni ; ainsi que le minage des côtes de la Baltique par les cinq sous-marins de la flotte, pour les protéger d’un éventuel débarquement.
Bien que la côte soit coupée du reste des forces armées dès le début de la guerre, les troupes polonaises dans la région ne capitulent que le 1er octobre. Le contre-amiral est fait prisonnier avec le reste des marins et soldats.

### Prisonnier de guerre
Unrug a été détenu aux oflags suivants : Oflag XB de Nienburg/Weser, Oflag VIIB de Silberberg, Oflag XVIIC de Spittal an der Drau, Oflag IIC de Woldenberg, Oflag VIIB, Oflag IVC au château de Colditz, Oflag XC de Lübeck, et finalement Oflag VII-A Murnau. Il a été libéré en 1945.
Durant toute sa captivité, il ne s'adresse aux Allemands que par le biais d'un interprète, bien qu'il maîtrise mieux l'allemand que le polonais. Il annonce à sa famille, qui lui a rendu visite dans le camp, que « le 1er septembre 1939 il a oublié l'allemand ». Pendant sa détention, il lit plus de quatre cents livres en anglais et français, mais aucun en allemand. Il refuse de rejoindre la Kriegsmarine avec le grade d'amiral et préfère rester avec ses soldats polonais en captivité.

## En exil

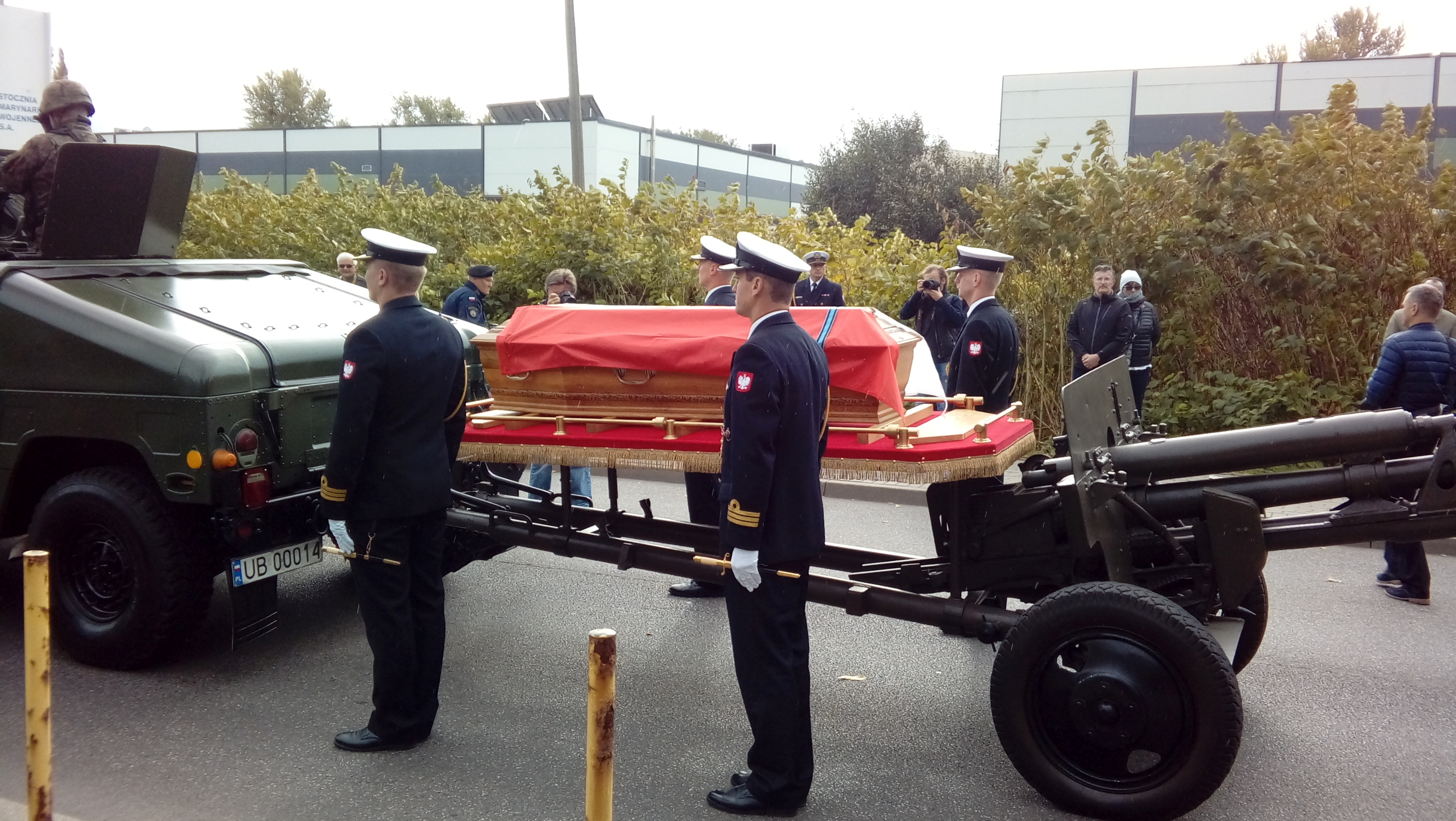
Le cercueil de Józef Unrug de retour en Pologne.

Après la libération en 1945, il s'installe tout d'abord au Royaume-Uni, où il participe à la dissolution de l'Armée polonaise de l'Ouest. Le 2 septembre 1946, il est promu au grade de vice-amiral (wiceadmirał). Deux ans plus tard, il part travailler au Maroc, pour s'établir en 1955 en France.
Józef Unrug s'éteint le 28 février 1973 à la maison de retraite du fonds humanitaire polonais du château de Fontpertuis, à Lailly-en-Val dans le Loiret. Il est inhumé au cimetière de Montrésor jusqu'au 24 septembre 2018, date à laquelle ses cendres et celles de son épouse sont exhumées pour être transférées en Pologne où une cérémonie d'obsèques nationales est célébrée le 2 octobre 2018 à Gdynia. Le 21 septembre 2018 il est promu au grade d'amiral de la flotte (admirał floty).

## Promotions militaires
| 1907 (Empire allemand)                      | enseigne de vaisseau de deuxième classe (Leutnant zur See)     |  |
| 1909 (Empire allemand)                      | enseigne de vaisseau de première classe (Oberleutnant zur See) |  |
| 1915 (Empire allemand)                      | lieutenant de vaisseau (Kapitänleutnant)                       |  |
| 1921 (Pologne)                              | capitaine de corvette (komandor podporucznik)                  |  |
| 1923 (Pologne)                              | capitaine de frégate (komandor porucznik)                      |  |
| 3 mai 1926 (Pologne)                        |                                                                |  |
| 21 décembre 1932 (Pologne)                  | contre-amiral (kontradmirał)                                   |  |
| 2 septembre 1946 (Forces alliées) (Pologne) | vice-amiral (wiceadmirał)                                      |  |
| 21 septembre 2018 (Pologne)                 | amiral de la flotte (admirał floty)                            |  |

## Décorations
- Croix d'or de l'Ordre militaire de Virtuti Militari
- Croix de Commandeur de l'Ordre Polonia Restituta
- Croix d'Officier de l'Ordre Polonia Restituta[11]
- Croix d'or du mérite avec épées
- Croix d'or du mérite[12]
- Ordre de Dannebrog
- Chevalier de la Légion d'honneur[13]
- Croix de fer de 1re classe
- Croix de fer de 2e classe
- Ordre de l'Éléphant blanc[14]
- Ordre de l'Épée

## Postérité
Une plaque en sa mémoire a été consacrée à l'église de la marine de guerre de Gdynia où se trouve sa tombe symbolique.
En hommage au vice-amiral Józef Unrug, son nom est donné :
- à des rues à Gdańsk, Gdynia, Władysławowo, Wrocław et Cracovie ;
- au collège nr 17 de Gdynia, ainsi qu'au lycée de Gdańsk ;
- au centre de formation de la marine de guerre à Ustka.